# Leucadendron pondoense
Leucadendron pondoense är en tvåhjärtbladig växtart som beskrevs av A.E. van Wyk. Leucadendron pondoense ingår i släktet Leucadendron och familjen Proteaceae. Inga underarter finns listade i Catalogue of Life.